# ماهيه

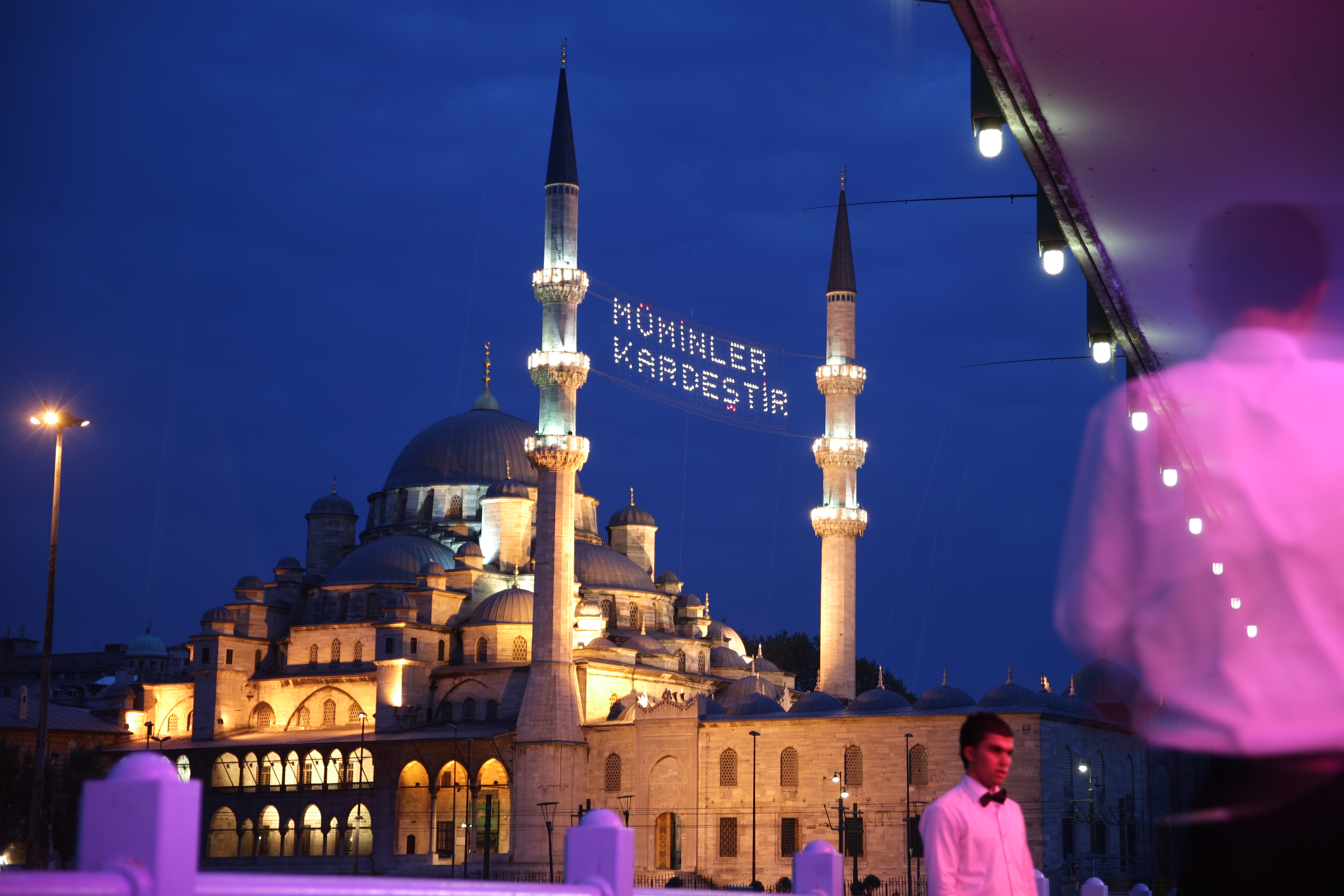
يني جامع في إسطنبول.

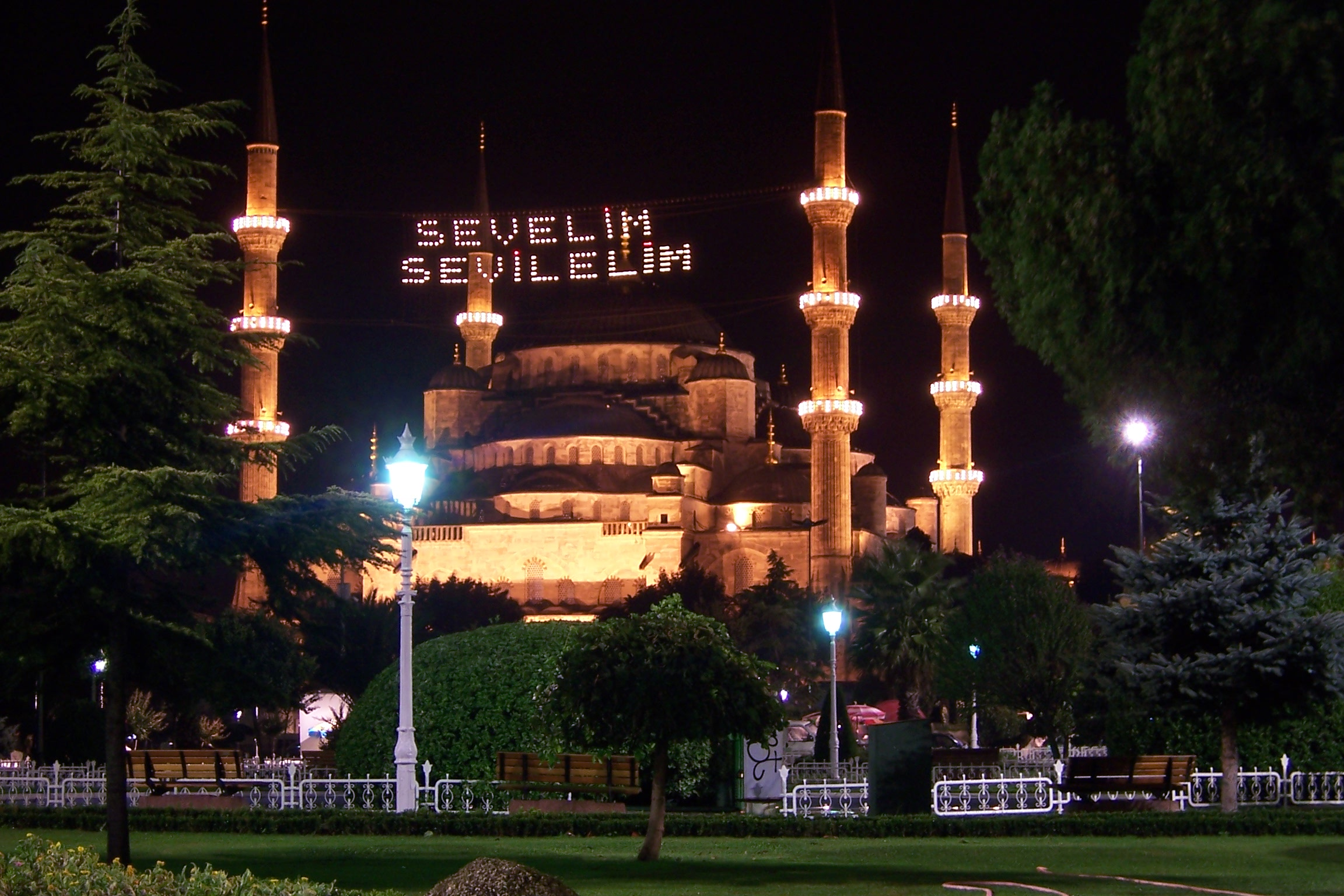
جامع السلطان أحمد في إسطنبول.

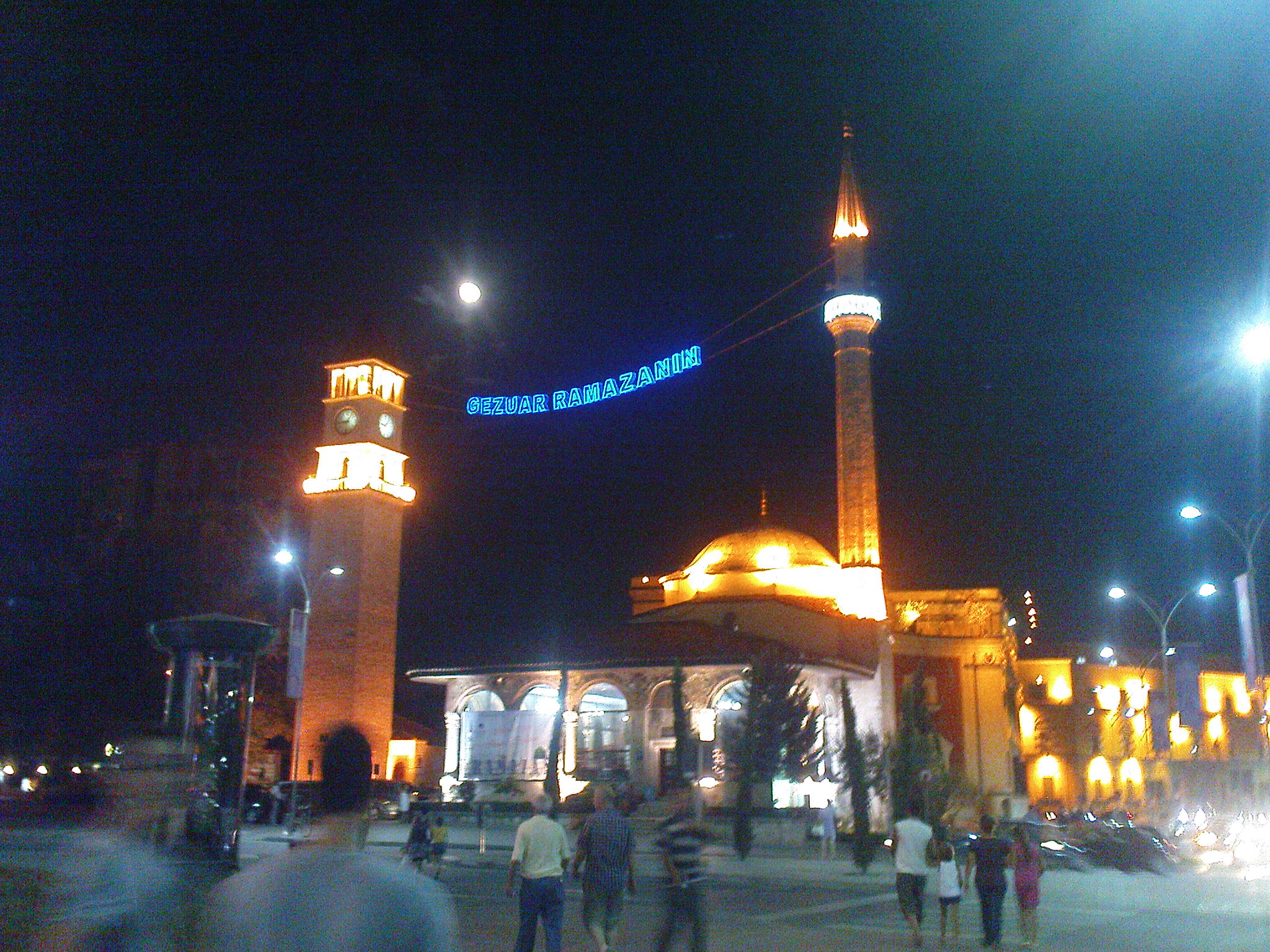
مسجد أدهم باي في تيرانا

الماهية (بالتركية: mahya)‏ أو المحيا (كما انتشرت في المصادر العربية)، هي تقليد تركي يعود للفترة العثمانية، وهي عبارة كتابة مضاءة توضع بين مئذنتين في المساجد التي تمتلك أكثر من مئذنة، وخاصة في شهر رمضان. كانت فيما سبق، تستعمل مصابيح الزيت خلال الفترة العثمانية، أما الآن فتستعمل المصابيح الكهربائية.
لا يزال التقليد متبعا في تركيا وألبانيا.

## أصل التسمية
كلمة ماهيه من التركية العثمانية مشتقة كلمة ماه من اللغة الفارسية بمعنى شهر أو قمر (يقصد شهر قمري)، وباللغة العثمانية ماح تعني نور الوجه.
أما كلمة محيا العربية والتي لها علاقة بإحياء ليالي رمضان بالذكر فقد جاءت من ناحية التطابق الصوتي لكلمة ماهيه.

## التاريخ

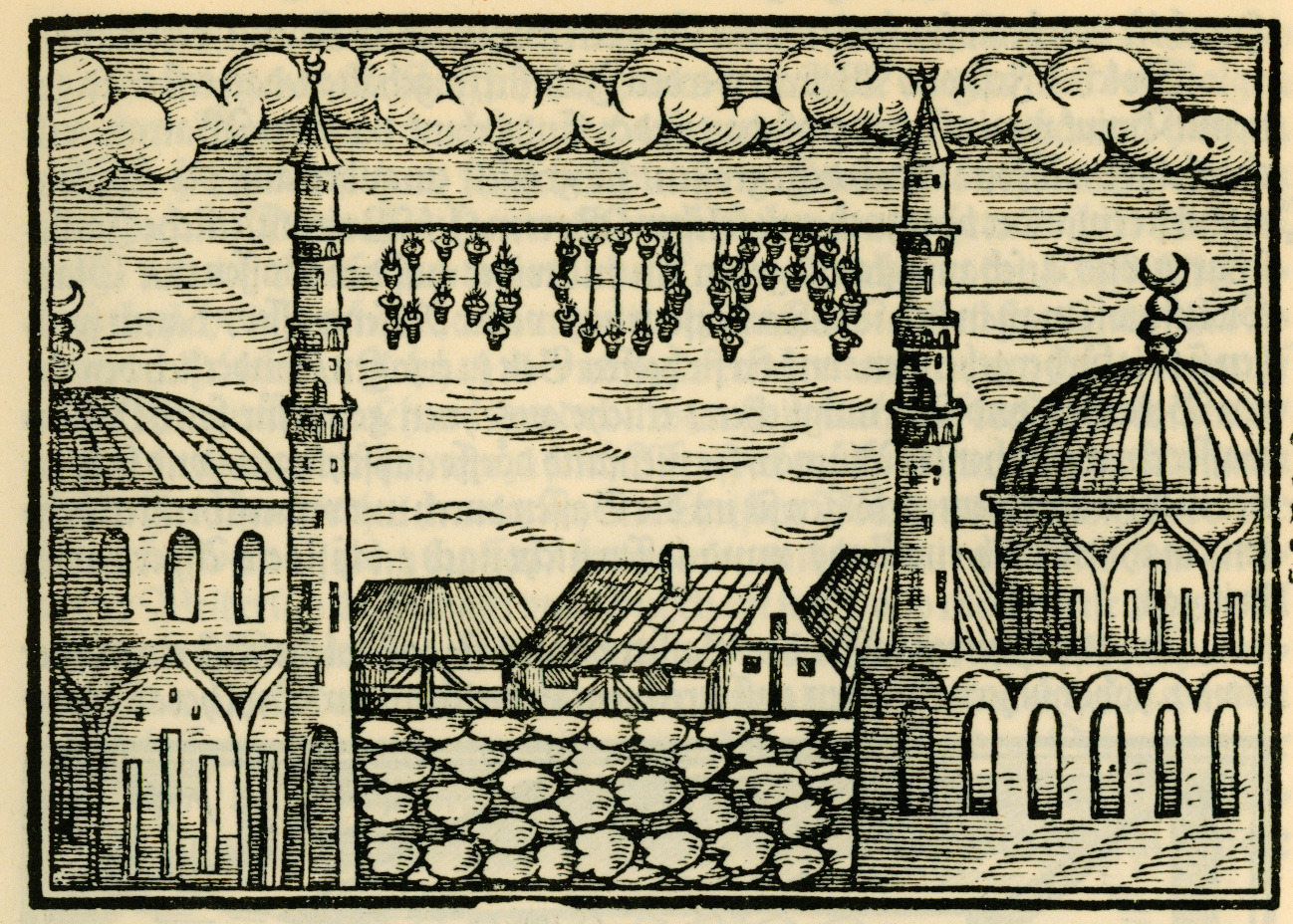
رسم لسلمون شفايغر تظهر فيه الماهيه، صدر الرسم سنة 1608

من غير المعروف متى تم إدخال الماهية في الدولة العثمانية، فربما يعود لسنة 1522، أما أول رسم توضيحي معروف لها منسوب لسلمون شفايغر [الإنجليزية] بحدود عام 1578. كانت الماهية مرتبطة بشكل رئيسي بما يسمى بمساجد السلاطين (بالتركية: Selâtin Camii)‏. هذه المساجد تشمل فقط تلك التي بناها السلاطين وأقاربهم. في الدولة العثمانية، سمح لمساجد السلاطين فقط أن يكون لديها أكثر من مئذنة واحدة. بما أن الأضواء ممتدة بين مئذنتين، فلا يمكن ربط الماهية إلا بهذه المساجد.
وفي فترة حكم السلطان العثماني أحمد الأول، قدم الحافظ الكوفي أحد أشهر الخطاطين وهو أيضا أحد مؤذني جامع الفاتح بإسطنبول، لوحة فنية جميلة إلى السلطان، فأعجب بها بشدة وأمر الكوفي بإضاءة اللوحة بالقناديل الزيتية وتعليقها بين مئذنتي «الجامع الأزرق» أو جامع السلطان أحمد بإسطنبول، ويعود تاريخ هذه الحادثة إلى الفترة بين عامي 1616 و1617.
وفي عام 1724، علقت المحيا على مآذن آيا صوفيا لأول مرة. وبعد تحويل آيا صوفيا لمتحف بين عامي 1934-2020 اختفى هذا التقليد عن مآذنه. وفي ليلة القدر ليوم 27 رمضان 1442هـ الموافق للثامن من أيار/مايو 2021م أعيد هذا التقليد، حيث أضيأت بين مآذن آيا صوفيا عبارة «لا إله إلا الله».
في الوقت الحاضر، ترتبط الماهية أيضًا بالمساجد ذات المئذنتين اللتين ليستا في مساجد السلاطين.

## فن الماهية
تسمى شرائط الكتابة المضيئة الممتدة بين مآذن المساجد في رمضان، ويطلق باللغة التركية على الفنان الذي يعد هذه الكتابات اسم ماهياجي (بالتركية: mahyacı)‏، ويعد الشاهزاده العثماني محمد سيف الدين أفندي [الإنجليزية] من مشاهير من برعوا في هذا الفن.
في الماضي، كان هذا النوع من الفنون فرعًا فنيًا حقيقيًا يتطلب إتقانًا كبيرًا، حيث يعلم الأساتذة العظماء المدربون في هذا المجال المتدربين الذين سيحلون محلهم بكل التفاصيل الدقيقة للعمل. ولعمل الماهية، يجب أن يكون للمسجد مئذنتان على الأقل.
في المساجد الكبيرة، كانت الحبال أو الأسلاك تمتد بين المئذنتين، ويكتب المختصون بهذا الفن الكتابات الدينية التي يريدونها، أو حتى يرسمونها، عن طريق وضع مصابيح زيتية مليئة بزيت الزيتون أو فوانيس الشمع على الحبل. وتشعل هذه المصابيح في رمضان طوال الليل، على الرغم من الرياح.
بعد أن أضيأت المساجد بالكهرباء، أصبحت الإضاءة أسهل وتوقف عن كونه فنًا منفصلاً. لكن لا يزال هذا تقليد باستخدام المصابيح الكهربائية الملونة والكتابة الجديدة بدلاً من مصابيح الزيت مستمرًا اليوم.

## العبارات المستعملة
تستعمل عبارات مختلفة في الماهية، تشمل الآيات القرآنية والأحاديث والمواعظ، ومنها:
| الترجمة العربية           | النص التركي               |
| ------------------------- | ------------------------- |
| جئت يا رمضان              | Safâ geldin ey Ramazan    |
| مرحبا يا شهر رمضان        | Merhabâ yâ şehr-i Ramazan |
| الوداع يا شهر رمضان       | Elvedâ yâ şehr-i Ramazan  |
| بسم الله الرحمن الرحيم    | Bismillahirrahmânirrahîm  |
| يا الله ومحمد             | Ya Allah ve Muhammed      |
| لا إله إلا الله           | Lâilahe illallah          |
| الأخلاق هي أساس الدين     | Ahlâk dînin temelidir     |
| الإنصاف نصف الإيمان       | İnsaf îmânın yarısıdır    |
| الدنيا هي مكان عمل للآخرة | Dünyâ âhiretin tarlasıdır |